# Aybak
Aybak (dari: اَیبَک; pashto: ایبک; også translittereret som Aibak eller Haibak), historisk kendt som Eukratidia (oldgræsk: Εὐκρατιδία) og tidligere kendt som Samangan, er en by i det nordlige Afghanistan. Den har et indbyggertal på ca. 35.560 (2022) indbyggere.
Byen ligger ved floden Khulm i en højde af 959 m.o.h. Den er hovedby i provinsen Samangan og distriktet Aybak.